# 克拉伦斯·沃克
克拉伦斯·沃克（英語：Clarence Walker，1898年12月13日—1957年4月30日），南非男子拳击运动员。他曾代表南非参加1920年夏季奥林匹克运动会拳击比赛，获得一枚金牌。他于1922年成为职业选手，1928年退役。